# Шанц, Фридрих Севастьянович
Фридрих Севастьянович фон Шанц (собственно: Юхан Фредрик фон Шанц; фин. Johan Fredrik von Schantz, швед. Johan Fredrik von Schantz; 30 декабря 1836, Ловиза — 13 декабря 1907, Гельсингфорс) — русский военно-морской деятель, генерал морского ведомства (1905, при отставке; предыдущее звание — вице-адмирал; 1896).

## Биография
Родился в 1836 году в Ловизе. Выходец из финских шведов, дворян Великого княжества Финляндского Российской Империи, сын подполковника Себастьяна Фердинанда фон Шанца. 
На русский манер именовался Фридрихом Севастьяновичем (а не Иваном Севастьяновичем, как можно было бы ожидать), вероятно, во избежание путаницы с адмиралом Иваном Ивановичем фон Шанцем.
В 1850 году поступил в Морской кадетский корпус в Санкт-Петербурге, который окончил в 1854 году. Во время Крымской войны фон Шанц участвовал в боевых действиях против англо-французского флота на Балтийском море в районе Свеаборга. С 1856 по 1858 год участвовал в геодезических работах в Рижском заливе, а с 1859 по 1863 год совершил плавание на корвете «Посадник» из Кронштадта в Тихий океан и обратно. 
В 1871 году фон Шанц был назначен командиром клипера «Абрек». Команда клипера в этот период насчитывала 19 офицеров и 154 нижних чина. Под командованием фон Шанца клипер «Абрек» в составе эскадры Фёдора Поавлишина совершил плавание из Финского залива в Тихий океан по маршруту Кронштадт — Ревель (Таллин) — Копенгаген — остров Мадейра — Нью-Йорк — остров Куба — Гибралтар — Суэцкий канал — Аден — Цейлон — Суматра — Гонконг — Нагасаки — Владивосток (такой странный маршрут был вызван тем, что первоначальные цели плавания по ходу дела неоднократно менялись). 
С приходом на Дальний Восток России и до лета 1873 года клипер состоял в распоряжении военного губернатора Приморской области и главного командира портов Восточного океана контр-адмирала Александра Егоровича Кроуна, выполняя различные служебные поручения и гидрографические работы (в дальнейшем клипер «Абрек» на этой «работе» сменил корвет «Боярин»). . 

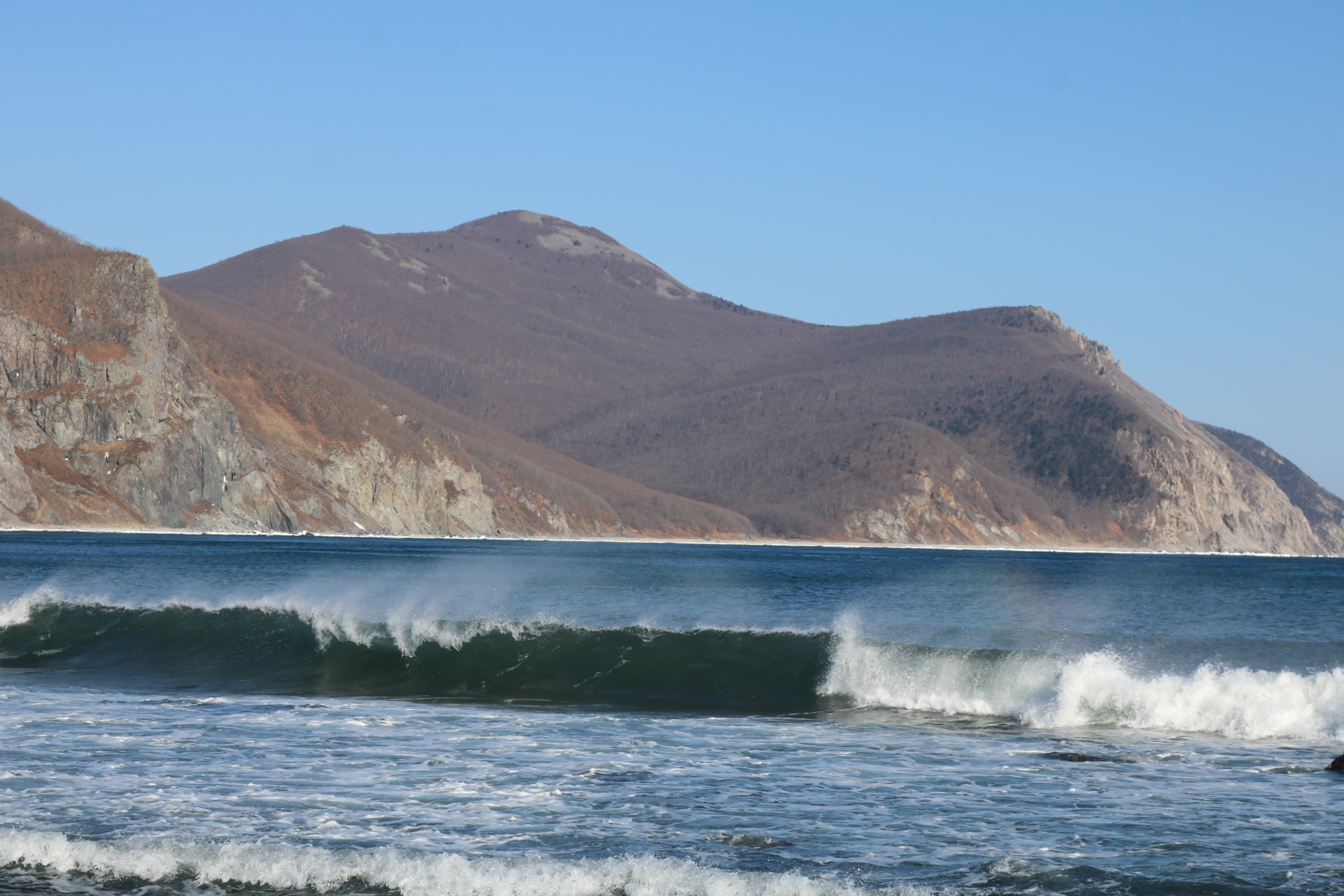
Гора Абрек в составе горного хребта Сихотэ-Алинь в современном Сихотэ-Алинском заповеднике, названная в честь клипера «Абрек» в то время, когда фон Шанц был его командиром.

1 октября 1873 года клипер «Абрек» был послан на поиски шхуны «Восток», которая вышла 25 июня с топографами в район современных заливов Джигит и Пластун (которые получили свои названия в честь других клиперов той же эпохи), и не вернувшейся в назначенный срок. Во время розыска шхуны были встречены и приняты на борт ранее высаженные с «Востока» для выполнения своих задач топографы Павловский, Иванов, Краморев, Белкин и Егоров. Сама шхуна была найдена в гавани Тихая Пристань (залив Святой Ольги) с неисправной машиной и поломанными мачтами.
Выяснилось, что «Восток» попал в сильный шторм ещё 17 сентября и с тех пор проводил ремонтно-восстановительные работы собственными силами. 5 октября «Абрек» взял на буксир шхуну и повёл её во Владивосток. 7 октября, в 50 милях от Владивостока, буксирный канат был отдан по причине исхода угля на клипере, и корабли перешли на ход под парусами — «Восток» поднял паруса на фальшмачте, собранной из обломков. В 17 часов этого же дня они пришли во Владивосток.
За спасение шхуны «Восток» и её экипажа, командир «Абрека» капитан-лейтенант Ф. С. фон Шанц  1 января 1874 года был пожалован орденом Святой Анны 2-й степени с Императорской короной. 
В 1874 году клипер «Абрек» был назначен в топографическую экспедицию, организованную Иркутским отделом Генерального штаба, под началом начальника военно-топографического отдела Восточно-Сибирского военного округа полковника Л. А. Большева. Во время этой экспедиции одна из горных вершин Сихотэ-Алиня получила название, в честь клипера — Абрек. 
По всей вероятности, в честь Ф. С. фон Шанца был назван мыс в современном Тернейском округе Приморья — мыс Шанца, расположенный в относительной близости от горы Абрек. В дальнейшем смысл названия был забыт, в изданных в советские годы справочниках оно было перетрактовано, как «китайское», а в 1970-е годы было заменено на мыс Маячный.
В 1881 году фон Шанц во Владивостоке принял под своё командование броненосный фрегат «Князь Пожарский». Находясь в той же должности, он был в 1884 году повышен до капитана 1-го ранга. В 1885 году был освобождён от командования броненосным фрегатом «Князь Пожарский», и, вероятно, отправился в Кронштадт, где в 1886 году был назначен командиром броненосного фрегата «Адмирал Чичагов»; на этой должности находился до 1888 года. 
С 1889 года — контр-адмирал, с 1896 года — вице-адмирал; в этот период занимал старшие командные должности на Балтийском флоте (с 1890 года — начальник Кронштадтского порта, с 1893 года — младший флагман Практической эскадры Балтийского флота). 
С 1898 года — председатель правления казённого Обуховского завода Морского министерства в пригороде Санкт-Петербурга (ныне — в черте города).
В период, когда вице-адмирал Шанц руководил Обуховским заводом, на нём произошла забастовка рабочих, которая в советский период русской истории рассматривалась, как чрезвычайно важное событие и один из прологов к Октябрьской революции (см. Обуховская оборона). В память об этом событии в советские годы был назван Проспект Обуховской Обороны в Санкт-Петербурге.
С 1902 года вице-адмирал фон Шанц находился в запасе. В 1905 году он был окончательно уволен в отставку с производством в генералы морского ведомства. Скончался в Гельсингфорсе (ныне — Хельсинки) в 1907 году.

## Некоторые ключевые должности
- Командир Клипера «Абрек» (1871—1880; с перерывами)
- Командир броненосного фрегата «Князь Пожарский» (1881—1885)
- Командир броненосного фрегата «Адмирал Чичагов» (1886—1888)
- Начальник Кронштадтского порта (1890—1893)
- Младший флагман Практической эскадры Балтийского флота (1893—1898)
- Председатель правления Обуховского завода (1898—1902; директором завода в этот период был генерал-майор по адмиралтейству Геннадий Власьев).

## Галерея

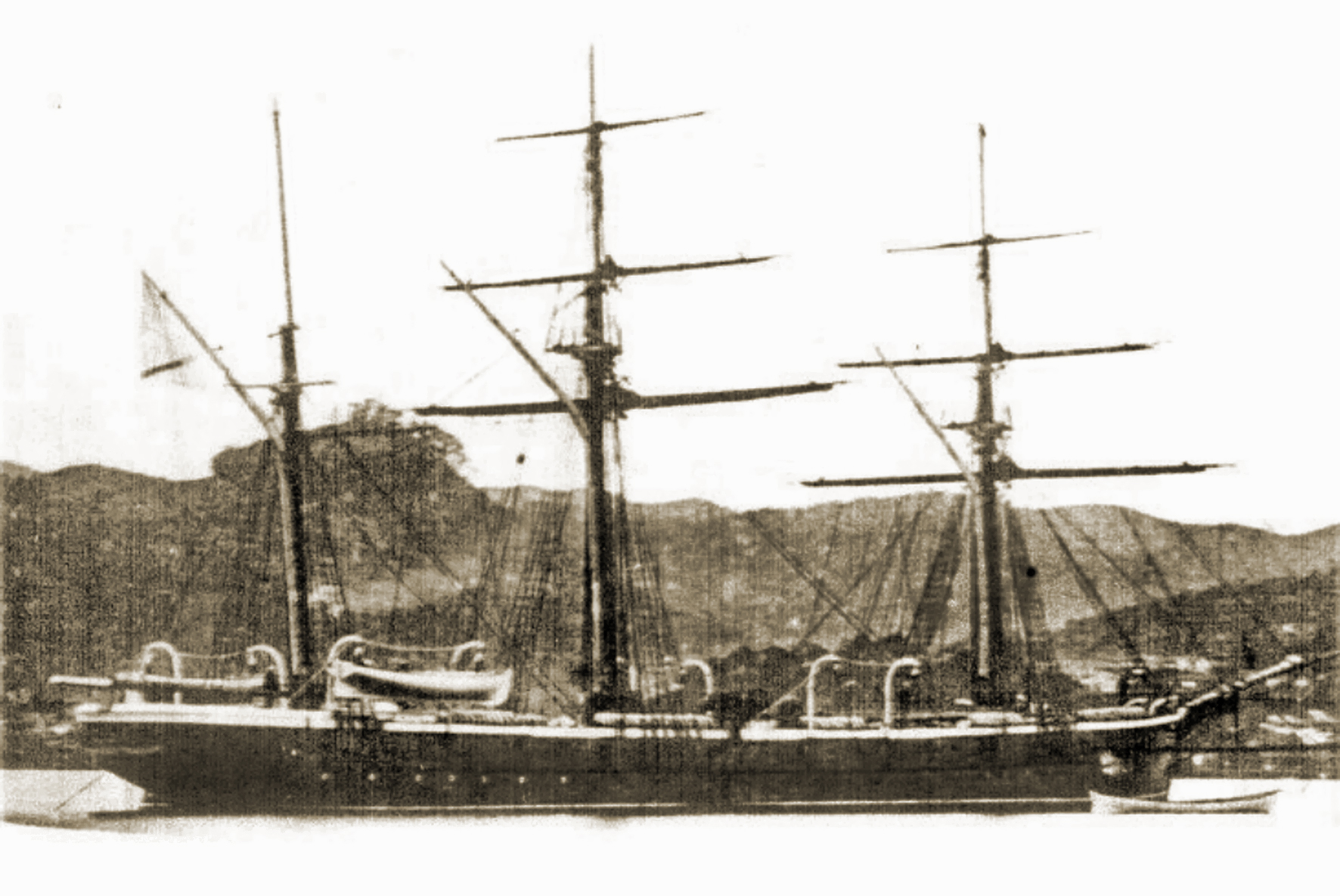
Клипер «Абрек»
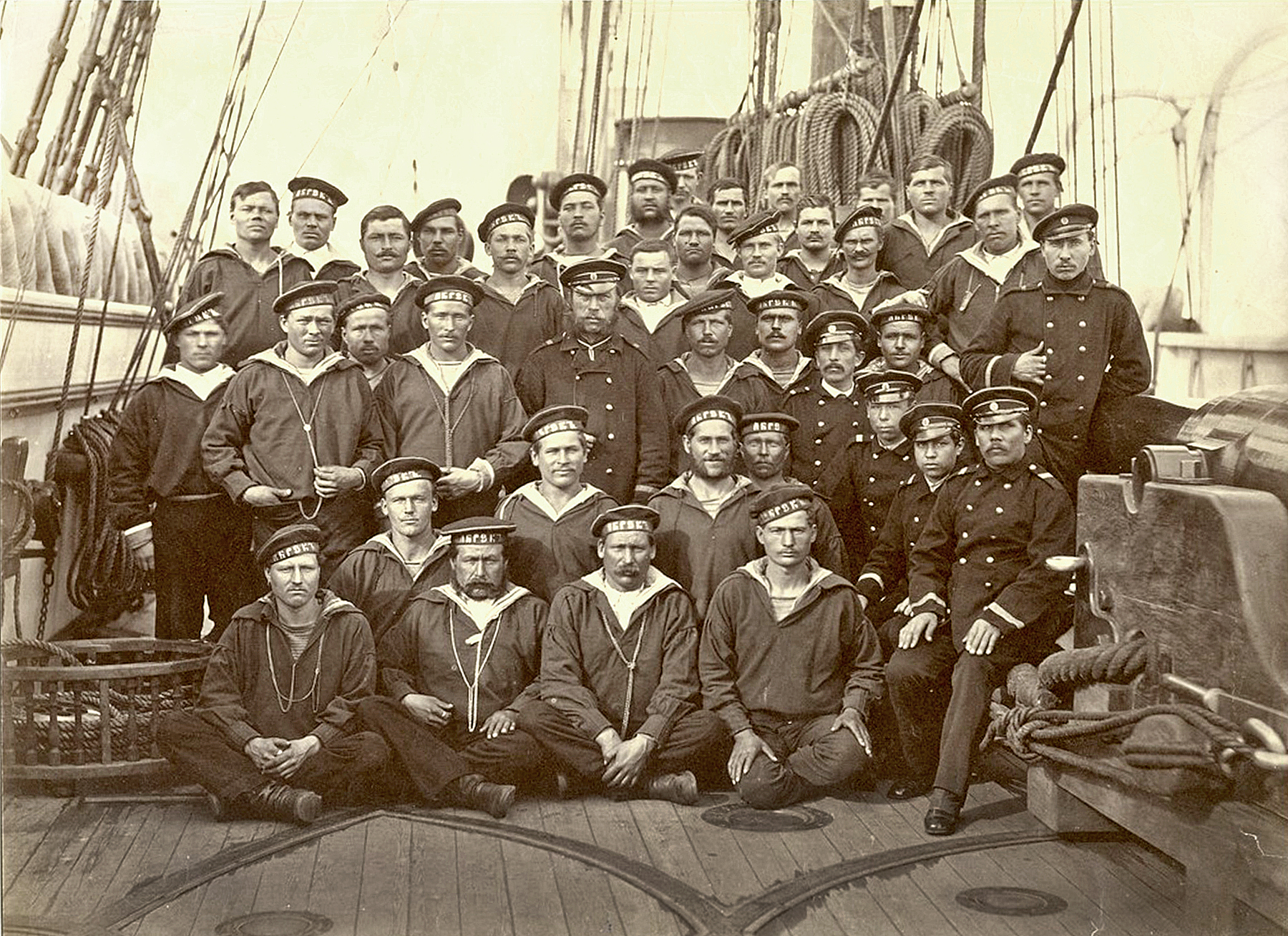
На палубе клипера Абрек, Нагасаки, Япония, 1872 год.
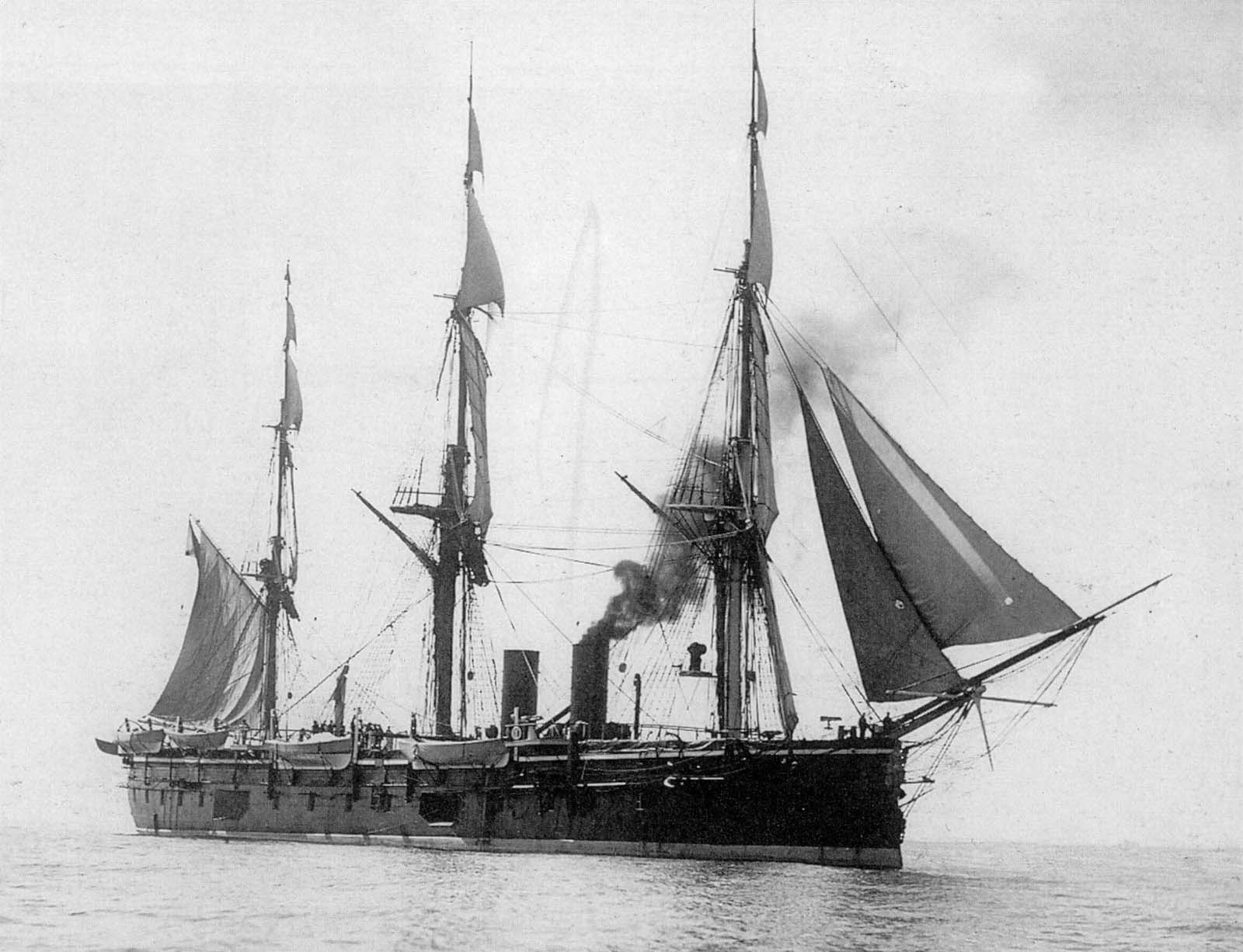
Броненосный фрегат «Князь Пожарский»
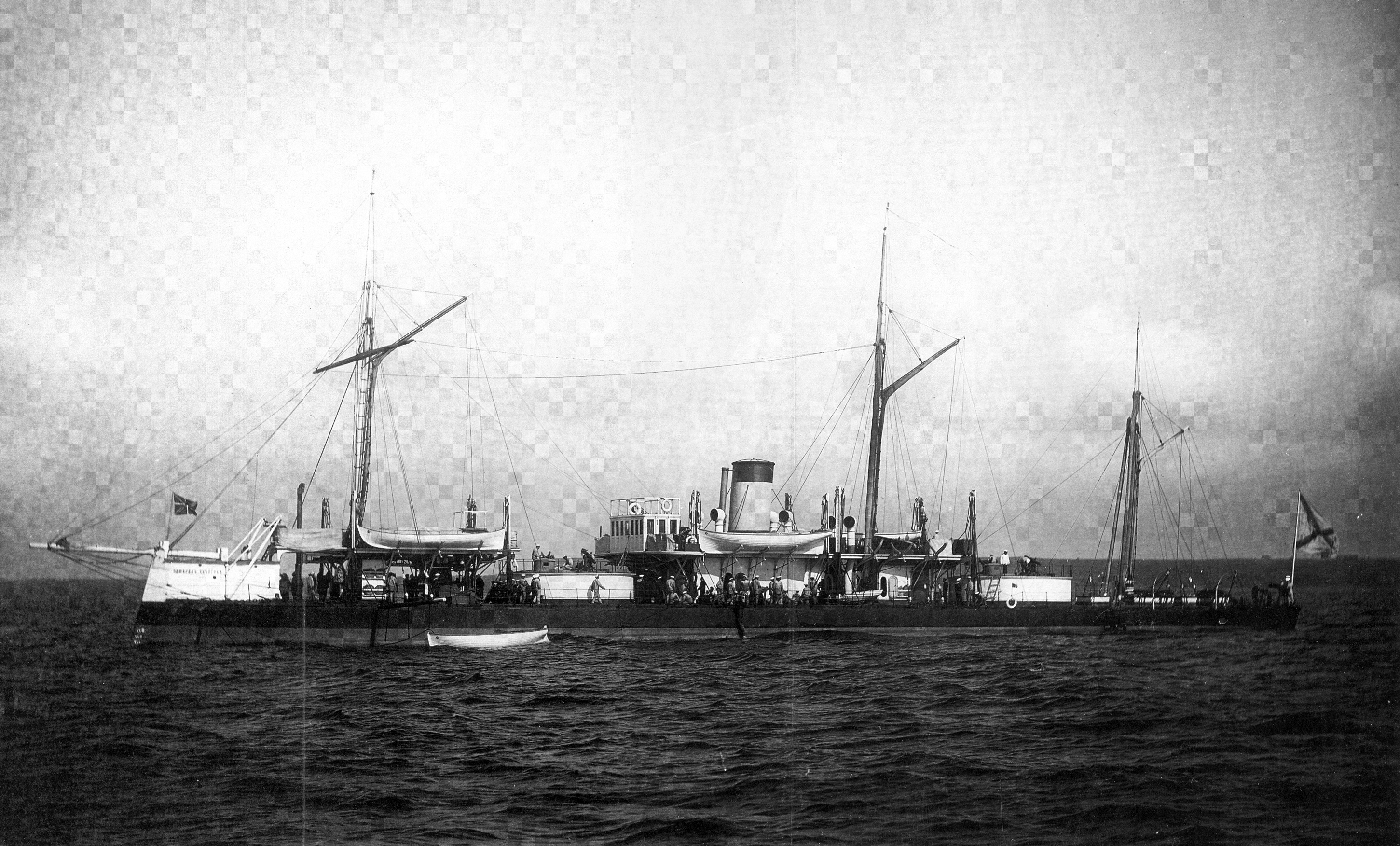
Броненосный фрегат «Адмирал Чичагов»